# 카디건스

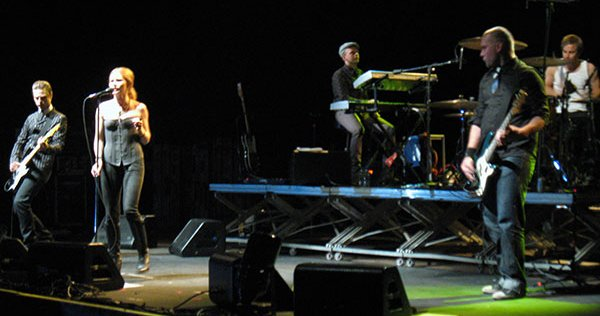
2006년 모습

카디건스(The Cardigans)는 1992년 스웨덴 옌셰핑에서 결성된 스웨덴의 록 밴드이다.
기타리스트 Peter Svensson, 베이시스트 Magnus Sveningsson, 드러머 Bengt Lagerberg, 키보드리스트 Lars-Olof Johansson, 리드 싱어 Nina Persson에 의해 결성되었다. 1994년 음반 Emmerdale로 데뷔하면서 본국에서 굳건한 토대를 쌓았으며 해외, 특히 일본에서 일부 성공을 누렸다. 2번째 음반 Life는 국제적 명성을 얻었다.

## 구성원
- 피터 스벤손 (Peter Svensson, 기타리스트)
- 마그너스 스베닝손 (Magnus Sveningsson, 베이시스트)
- 니나 페르손 (Nina Persson, 보컬)
- 라스 올로프 요한손 (Lars Johansson, 키보디스트)
- 벤 라거베르그 (Bengt Lagerberg, 드러머)

## 디스코그래피

### 음반
- Emmerdale (1994)
- Life (1995)
- First Band on the Moon (1996)
- Gran Turismo (1998)
- Long Gone Before Daylight (2003)
- Super Extra Gravity (2005)